# Мендель Микола Андрійович
Мико́ла Андрі́йович Ме́ндель (нар. 3 січня 1969) — український хірург, кандидат медичних наук, доцент кафедри загальної та невідкладної хірургії НМАПО імені П. Л. Шупика. Лікар вищої категорії. Заслужений лікар України (2017). Завідувач відділення загальної та абдомінальної хірургії Універсальної клініки «Оберіг».

## Життєпис
Микола Мендель народився у родині медиків. 1991 року закінчив лікувальний факультет Київського медичного інституту ім. О. О. Богомольця. У вересні того ж року був направлений до клінічної ординатури за спеціальністю «хірургія» на кафедру хірургії № 1 Київського державного інституту удосконалення лікарів. 1994 року вступив до очної аспірантури на кафедру хірургії та опікової хвороби Київської медичної академії післядипломної освіти. Після закінчення аспірантури у грудні 1997 року обійняв посаду асистента тієї ж кафедри, на якій пропрацював майже 8 років.
1998 року захистив кандидатську дисертацію на тему «Лікування перитоніту з використанням комбінованої лазерної терапії». Протягом 1999—2006 років працював за сумісництвом у відділенні хірургії Київської міської клінічної лікарні № 8, а протягом 1999—2008 років — лікарем-хірургом приватної клініки «Медіком». 2000 року пройшов курси підвищення кваліфікації за спеціалізацією «Лапароскопічна хірургія», а 2003 року опанував курс «Основи сучасної колопроктології». 2004 року отримав вищу атестаційну категорію за спеціальністю «хірургія».
З квітня 2005 року — асистент, а з грудня 2005 року по травень 2009 року — доцент кафедри хірургії та судинної хірургії НМАПО імені П. Л. Шупика. У травні 2009 року перейшов на посаду доцента кафедри загальної та невідкладної хірургії того ж начального закладу. На кафедрі був куратором циклів лікарів-інтернів, ТУ «Основи лапароскопічної хірургії», і ТУ «Інтенсивний базовий практичний курс з лапароскопічної хірургії», вів групи курсантів передатестаційних циклів та циклів тематичного удосконалення.
2008 року отримав спеціалізацію з ультразвукової діагностики. Водночас почав працювати лікарем-хірургом Універсальної клініки «Оберіг», а 2010 року обійняв посаду завідувача відділення загальної та абдомінальної хірургії клініки, де працює і дотепер. З 2011 року — координатор з хірургії навчального центру лапароскопічної хірургії «Ендофорс».
Автор понад 250 наукових праць, в тому числі 14 патентів України на винахід, 10 монографій та учбових посібників.

## Родина
- Батько — Мендель Андрій Корнійович (1920—2012), український лікар, хірург, кандидат медичних наук, доцент кафедри факультетської хірургії НМУ імені О. О. Богомольця.
- Матір — Задорожна Тамара Данилівна (1938), український патологоанатом, член-кореспондент НАМН України за спеціальністю «патологічна анатомія», доктор медичних наук, професор, заслужений діяч науки і техніки України (1998).

## Відзнаки та нагороди
- Заслужений лікар України (15 червня 2017) — за значний особистий внесок у розвиток вітчизняної системи охорони здоров'я, надання кваліфікованої медичної допомоги та високу професійну майстерність[3].

## Членство у наукових спільнотах
- Європейська асоціація ендоскопічної хірургії
- Українська асоціація спеціалістів по малоінвазивним, ендоскопічним і лазерним технологіям (УАМЕЛТ)
- Європейське товариство герніологів (EHS)